# De raket
De raket is een fantasyverhaal geschreven door de Amerikaan Ray Bradbury in 1950. The rocket verscheen onder de titel Outcast of the stars in dat jaar in het blad Super Science Stories. Het werd later opgenomen in de verzameling The illustrated man. In het Nederlandse taalgebied verscheen in de bundel De geïllustreerde man bij Born NV Uitgeversmaatschappij in de serie Born SF (1976). 

## Het verhaal
Het verhaal speelt zich af op een niet nader genoemd tijdstip. Een aannemer is sloopwerken heeft gespaard om ooit eens een ruimtereis per raket te maken. Alhoewel hij dagelijks diverse raketten ziet voorbijkomen, is ruimtereizen nog niet weggelegd voor de gewone man. Als de man weer eens ligt te staren naar de overtrekkende raketten, komt zijn buurman langs. Deze voorspelt veel ellende als hij zou besluiten ooit een ruimtereis te maken. Degene die de ruimtereis onderneemt mag dan gelukkig zijn; hij of zij zal getroffen worden door de jaloezie van de andere leden.  Het gezin doet toch een poging onderling iemand te kiezen voor de raketreis, maar al snel haakt een aantal af. Het komt erop neer dat niemand vertrekt. 
Een paar dagen later wordt bij het sloopbedrijf een replica van een raket afgeleverd. Van ieder model raket is een proefmodel gebouwd, maar deze kan vernietigd worden zodra het origineel werkzaam blijkt te zijn. De aannemer koopt de raket op en begint aan een fantasie te werken. Hij parkeert de raket in de tuin en bouwt er schermen omheen. Als hij klaar is, roept hij zijn kinderen met de mededeling dat zij een ruimtereis mogen ondernemen, met een raket die maar één keer kan vliegen. De kinderen gaan de raket in en worden door elkaar geschud door machientjes die de aannemer in het apparaat heeft geplaatst. Ze kijken hun ogen uit naar de dingen die voorbijtrekken. Na zoveel opwinding is het goed slapen. Als ze weer wakker worden, blijkt de raket inmiddels weer op Aarde. De “ruimtereis” zit erop.